# Berney Arms Windmill
Koordinaten: 52° 35′ 11,8″ N, 1° 38′ 16,1″ O

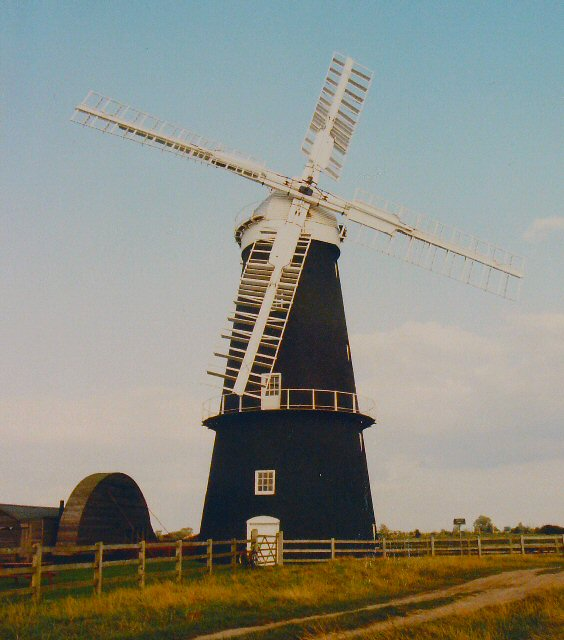
Berney Arms Windmill

Berney Arms Windmill ist eine Turmwindmühle bei Berney Arms am Fluss Yare am südwestlichen Ende des Breydon Water in der englischen Grafschaft Norfolk. Die Windmühle befindet sich in den Norfolk Broads, rund 6 Kilometer nordöstlich des Dorfes Reedham und 6 Kilometer südwestlich von Great Yarmouth. Die Mühle hat keinen Straßenzugang; sie kann per Boot oder zu Fuß vom Bahnhof Berney Arms aus erreicht werden. Die Mühle steht unter Denkmalschutz und wird von English Heritage betreut.

## Geschichte
Die Windmühle wurde im Jahr 1865 für die Reedham Cement Company gebaut. Ursprünglich wurde die Mühle zum Mahlen von Zementklinker eingesetzt, wobei Klinker aus Whitlingham bei Norwich und Ton aus dem Oulton Broad und Breydon Water verwendet wurde, der mit Schiffen zur Mühle gebracht wurde. Diese Materialien wurden in nahe gelegenen Öfen gebrannt. Die Brennöfen produzierten einen Klinker, der in der Windmühle zu einem Pulver gemahlen wurde. Zu dieser Zeit hatte sich eine kleine, von der Zementfabrik errichtete Siedlung mit elf Wohnhäusern und einer Kapelle gebildet, die die Belegschaft der Mühle und der Brennöfen beherbergte.
Die Zementproduktion wurde im Jahr 1880 eingestellt und im Jahr 1883 wurde die Mühle in eine Entwässerungsmühle umgewandelt, um das umliegende Sumpfgebiet zu entwässern. Die Mühle wurde auch für diesen Zweck im Jahr 1948 außer Betrieb genommen, da ihre Funktion durch Motorpumpen übernommen wurde. Sie wurde im Jahr 1951 dem Ministerium für Bauwesen übergeben.
Die Windmühle steht als denkmalgeschütztes Bauwerk unter der Obhut von English Heritage. Sie wurde einer umfangreichen Restaurierung unterzogen, die im Jahr 1999 begann. Die Flügel wurden ebenso wie die Dachkappe ersetzt. Die Arbeiten waren schließlich am 25. Mai 2007 beendet. Seit dem Sommer 2009 ist die Mühle in begrenztem Umfang für die Öffentlichkeit zugänglich.

## Bauwerk

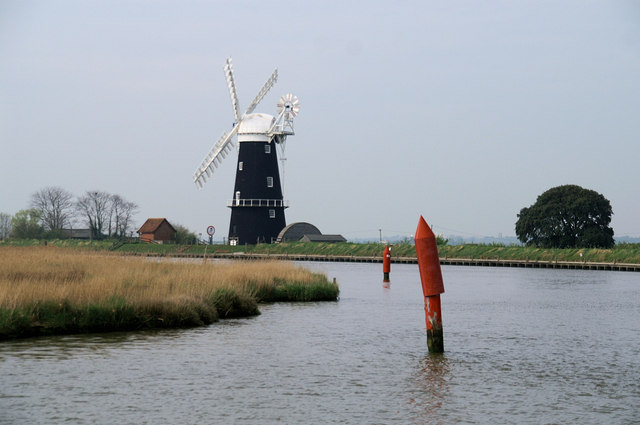
Am Ufer des Yare

Die Windmühle Berney Arms ist 21,5 Meter hoch und damit die höchste Entwässerungsmühle in Norfolk. Sie ist aus rotem Ziegelmauerwerk gebaut, wobei die schrägen Außenwände mit Teer verkleidet sind. Der Mühlenturm ist sieben Stockwerke hoch. Die Kappe ähnelt einem umgedrehten Bootsrumpf, was dem traditionellen Stil Norfolks entspricht.

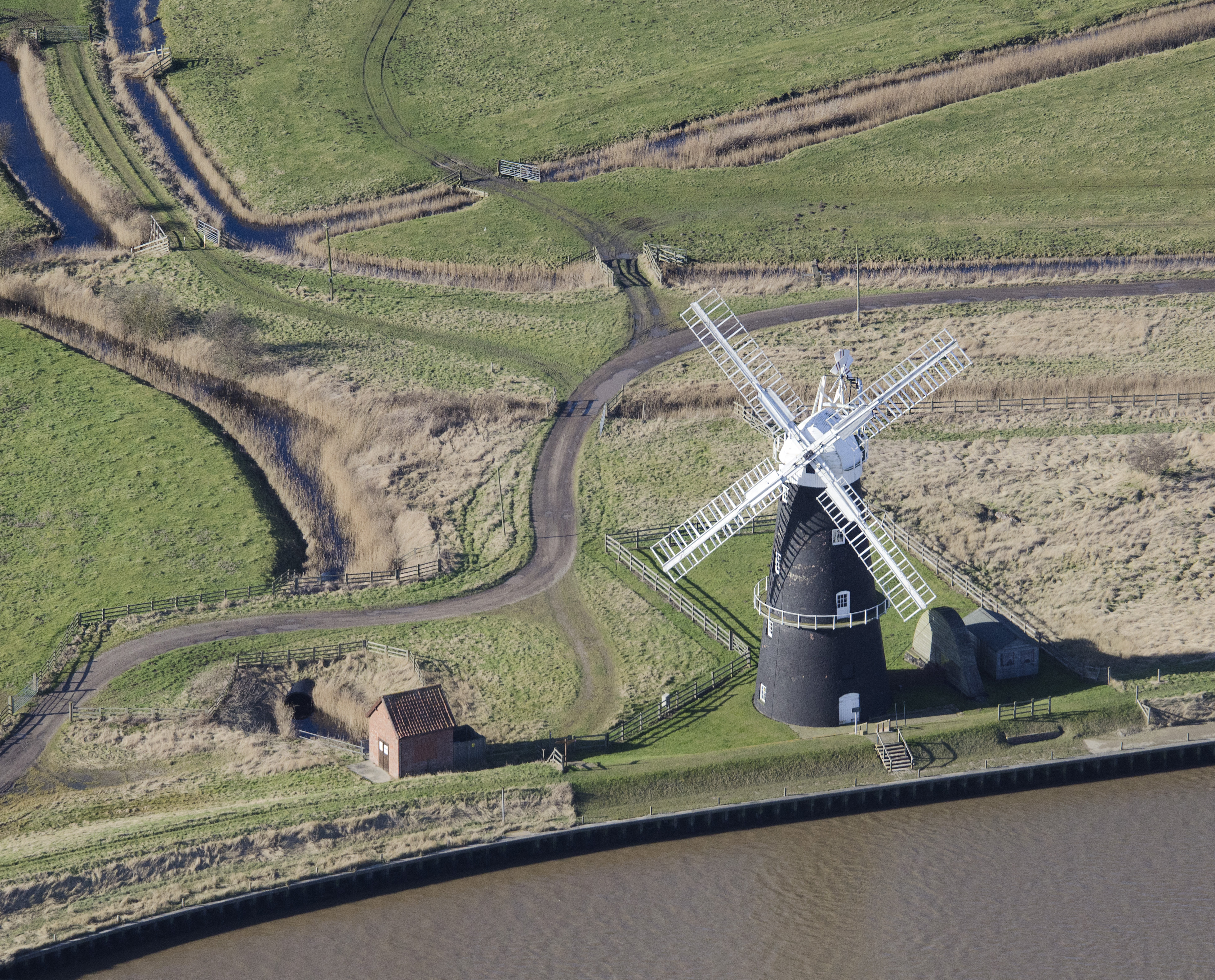
Luftaufnahme

Die Windmühle hat vier Flügel, die kreuzförmig angeordnet sind. Das Schöpfrad der Mühle steht in einiger Entfernung von dem Gebäude, was ungewöhnlich ist. Das Schöpfrad ist durch eine horizontale Welle mit der Mühle verbunden und hat einen Durchmesser von 7,3 Metern. Es ist mit langen Holzschaufeln ausgestattet. Die Schaufeln schöpften das Wasser in einen schmalen, gemauerten Durchlass und leiteten es auf das höhere Niveau des Yare ab.